# Алі Шаріяті
Алі Шаріяті (перс. علی شريعتی) (*23 листопада 1933, Кахак, Іран — †10 червня 1977, Саутгемптон, Велика Британія — іранський публіцист, проповідник, філософ та революціонер, один з теоретиків антиімперіалізму й ідеологів Іранської революції. Його твори та проповіді надихали борцов проти шахского режиму в 1970-х, зокрема Моджахедін-е Халк.

## Життєпис
Алі Шаріяті народився 1933 року в Кахаці, селищі в північному Ірані. Його батько був викладачем в медресе. За деякими відомостями, на початку 1950-х він був активним прихильником Національного фронту і після поразки Мохаммеда Мосаддика (1882-1967) підчас боротьби за націоналізацію іранської нафти (1953) був заарештований і кинутий до в'язниці.
1951 року Шаріяті закінчив педагогічне училище в Мешхеді і став працювати вчителем в Ахмадабаді. У 1953 він вступив до Мешхедского університету. Однак, оскільки Шаріяті був членом нелєгальної опозиційної групи «Рух за свободу Ірану», що нею керував Мехді Базарган, його заарештували і 1957 року засудили до короткочасного ув'язнення. Вийшовши з в'язниці, він 1958 року закінчив Мешхедский університет, після чого емігрував до Франції. У Парижі Шаріяті закінчив Сорбонський університет, де здобув ступінь доктора історії.
1964 року Шаріяті повернувся до Ірану. Незабаром його було звинувачено в антиурядовій діяльності як член нелєгальної мусульманської організації «Аль Джазайєр», що до її лав він вступив у Парижі, і знову посаджено у в'язницю. Після звільнення Шаріяті запросили на викладацьку роботу до університету ім. Фірдоусі в Мешхеді. З 1967 він став читати лекції (у формі повчань) і проводити диспути у «Хосейнійєйє Ершад» (спеціяльному приміщенні, що в ньому підчас молитви відбувається обряд оплакування імама Хусейна; в будні там ведуть релігійні бесіди, читають лєкції з ісламу та проходять дискусії) в Тегерані. 1973 року влада закрила «Хосейнійєйє Ершад» і знову заарештувал Шаріяті. Цього разу його звинуватили в антиурядовій пропаганді. Він втік з в'язниці, але, дізнавшись, що через нього перслідують батька та всю сім'ю, здався владі: його було вислано до Хорасану.
На початку 1977 Шаріяті був змушений вдруге емігрувати. Спочатку він оселився у Парижі, але потім, боячись переслідувань САВАК (іранської служби безпеки), переїхав до Лондона. 19 червня 1977 Шаріяті було знайдено мертвим у себе в квартирі у передмісті Лондона. Вважається, що його смерть була справою рук шахської охранки, що вважала його небезпечним для істнування монархії, боячись його популярности та авторитету серед прогресивно налаштованої інтелігенції і студентства.
Шаріяті є автором циклу лєкцій, кількох книг і брошур. Його твори «З чого почати?», «Що робити?», «Релігія і релігія», «Людство й іслам», «ісламознавство», а також статті «До розуміння ісламу», «Мистецтво чекає на свого рятівника», «Роздуми стурбованого мусульманина» викликали значний інтерес не лише серед шиїтських теологів, але також в инших верствах іранського суспільства.
Найактивніший період діяльности Шаріяті — 1965-1973. Саме тоді в Тегерані було створено новий теологічний центр — «Хосейнійєйє Ершад». Незважаючи на те, що землю та кошти на його будівництво надав меценат Мохаммед Хомейні, а членами ради засновників разом з Шаріяті були аятолла Мотаххарі, моджтахед Сахаб, шиїтський теоретик Сеїд Хосейн Наср і Мехді Базарган, дійсним натхненником створення цього релігійного центру та керівником був саме Алі Шаріяті.
Його лєкції-диспути, що на них обговорювали не лише суто релігійні, а й суспільно-політичні проблєми, пов'язані з обстановкою в Ірані, давали потужний імпульс для роздумів і активізації дій не лише студентів-теологів, але і світської молоді. Лєкції Шаріяті приваблювали численних слухачів, що належали до духовенства, інтелігенції та студентства, — від правих і консервативних елєментів до реформістські налаштованих і радикалів. На його лєкціях часто були присутні й представники правлячої буржуазії. Але реакція на діяльність Шаріяті в «Хосейнійєйє Ершад» не була однозначною. Шиїтські богослови висловлювали незадоволення тим, що він читав слухачам вищий курс мусульманської теології, не маючи звання моджтахеда і законного права на іджтихад. Вони різко виступили проти характеристики, що її Шаріяті дав позиції шиїтського духовенства в 1960-і, звинувативши його в пасивності. Протест викликали і спроби Шаріяті створити нові форми богословської освіти, і його аргументи на користь необхідності внесення деяких змін до структури релігійних інститутів.

## Ідейна спадщина
Алі Шаріяті був, напевне, найяскравішою постаттю серед світських ісламістів Ірану в 1960-70-ті. Бурхлива суспільно-просвітницька діяльність Шаріяті, що розпочалася в середині 1960-х і тривала майже до самого передодня Іранської революції, за тим відгуком, що вона викликала серед світської і духовної молоді, серед духовенства, а також серед світської інтелігенції та окремих верств буржуазії, дає повну підставу назвати його ім'я серед імен тих представників громадської думки, що духовно підготували маси до виступів проти деспотизму монархії і засилля — духовного й економічного — імперіялізму.
Багато поглядів Шаріяті було взато на озброєння Організацією моджахедів іранського народу (ОМІН, або Моджахедін-е Халк) при розробці своєї ідеологічної програми. Це — важливе свідчення причетности Шаріяті до формування ідеологічних передумов революції 1978-1979 рр.
Погляди Шаріяті, як і погляди инших світських ісламістів, не завжди наукові, часто еклєктичні, знайшли широкий відгук серед молоді (учнів як світських, так і духовних навчальних закладів) і студентства, що відкинули офіційну ідеологію монархізму. Ідеї Шаріяті шляхетністю цілей захопили молодь, хоча і не тільки її. Як часто буває, ненауковість ідеології не завадила їй впливати на свідомість людей.
Погляди Шаріяті формувалися під впливом поглядів таких різних мусульманських діячів, як Мехді Базарган, Махмуд Талегані, Рухолла Хомейні. Шаріяті, що здобув європейську освіту, був також обізнаний із сучасними західними філософськими течіями — екзистенціялізмом, «західним марксизмом». Англійський сходознавець Майкл Фішер писав, що Шаріяті був «героєм молоді Ірану 1970-х і сприймався як один зі святих заступників у період революції 1977-1979.».
Західноєвропейські та американські вчені в цілому розглядали Шаріяті як релігійного ідеолога ліворадикального типу, що він терпимо ставився до ідеології марксизму та інтерпретувати іслам шиїтського виду як революційну ідеологію боротьби за інтереси трудящих мас і створення «динамічного» безклясового суспільства. Як зазначав Еерванд Абрахаміян, Шаріяті прагнув створити еклєктичну систему на основі «західної соціології», «частково-марксистської соціології» і «мусульманської теології», а також на базі ідей Франца Фанона (1925-1961). За його словами, Шаріяті пропагував ідею «повернення до істинного ісламу» і вважав, що досягти цього зуміють «не улама, а прогресивна інтелігенція» як єдина сила, здатна правильно інтерпретувати іслам.
Англійський дослідник годфрі Янсен зазначав, що революційний іслам, як його уявляв Шаріяті, є ісламом «перським» і як такий добре сприймався молодим поколінням освічених іранців, що раніше ставилися критично до цієї релігії, вважаючи її «арабською». Привабливість ідей Шаріяті для «молодого покоління освіченої кляси» Янсен пояснював тим, що «озахіднечений інтелєктуал», що намагався реформувати іслам шиїтського ріжновиду за допомогою «екзистенціялізму, марксизму та феноменології», вважав шиїзм єдиним вченням, здатним вирішити всі проблєми, що стоять перед сучасною людиною, себто революційною націоналістичною ідеологією, привабливою для молоді. Саме революційність ідей Шаріяті, на думку Янсена, привертала до них радикальну молодь і сприяла приєднання певної її частини до ОМІН.
Шаріяті, визначаючи іслам як релігію Бога і народу, стверджував, що Бог справедливий і захищає інтереси трудящих мас. Як аргумент він наводив відо помсті про соціяльне походження пророків, підкреслюючи, що всі вони були вихідцями з народу (з пастухів). Пророки завжди боролися за інтереси народу, проти можновладців, що вони, спекулюючи на природному релігійному почутті людей, перекрутили іслам. Близькість Бога та народу настільки велика, що слово «Бог» є синонімом слова «народ» . У перекрученні народної суті ісламу Шаріяті звинувачував, зокрема, духовенство, яке стало на службу можновладцям і багатіям, а також європейців, що вони прагнули закабалити мусульман шляхом насадження своєї культури, моралі, ідеології. Іслам, що захищає інтереси можновладців і багатіїв, Шаріяті називав «ширк» (араб. «невіра» — визнання инших божеств співтоваришами аллаха, що є порушенням суворого єдинобожжя; сучасні шиїтські ідеологи трактують «ширк» як «поклоніння ідолам», до яких вони зараховують все, що викликає їх протест: владу, багатству тощо), трактуючи це поняття як антинародну релігійну віру, а іслам, що відстоює інтереси народу, йменував «тоухідним ісламом» або «тоухідом» (єдинобожжям, монотеїзмом).
Одним зі своїх найважливіших завдань Шаріяті вважав «повернення» до ісламської ідеології. «Я мрію відродити іслам як ідеологію, — заявляв він. — Поки що ж іслам, це — культура». Першою умовою, що він висував до ісламу як до ідеологічної системи, була його відповідність інтересам народних мас і здатність бути доступною для сприйняття. Тому Шаріяті закликав своїх послідовників вчитися говорити з народом його мовою — мовлю релігії, оскільки багатогранність, абстрактний характер релігійної символіки зрозумілий кожному іранцю незалежно від його соціяльної приналежности. Кожен мусульманин по-своєму розуміє релігійну символіку, вкладаючи в неї власний сенс, бажання і настрої. «Це релігійна мова вічна, і вона має більшу цінність, ніж світська, що на ній поняття позбавлені таємничости», — говорив А. Шаріяті, підкреслюючи, що сучасна пропаганда суспільних ідей на світській мові приречена на поразку. У зв'язку з цим Шаріяті зазначав, що інтелігенція відірвалась від народу, що не розуміє її світської мови, і глуха до нього. «Перш ніж слідувати за якимсь мактабом, — говорив Шаріяті, — ми маємо вивчити мову спілкування з народом. А доти ми німі. Ми втратили його мову ... і це відчуження — могила всіх наших надій і причина марности всіх наших зусиль». Релігійна ідеологія, на думку Шаріяті, має бути революційною за своїм характером, закликати до зміни несправедливого ладу в ім'я свободи та справедливости.
Іслам, за визначенням Шаріяті, є «серединним мактабом між матеріялізмом і ідеалізмом, між капіталізмом і комунізмом». Обидві системи Шаріяті розглядав як ворожі мусульманському світу, що проводять щодо країн «третього світу» однакову політику.
Важливе місце в системі поглядів А. Шаріяті займала проблєма революційного перетворення світу. Загалом він дотримувався концепції, що поєднувала вимогу радикального перетворення суспільства із захистом принципу ненасильства щодо всіх соціяльних верств (за винятком злочинців). Революційна, в тому числі збройна, боротьба для Шаріяті — спосіб досягнення прогресивних змін суспільного ладу в ім'я «вищих цінностей», втілених в ідеях релігійного соціялізму, що проголошується «кінцевим ідеалом». При цьому Шаріяті оперував поняттям «соціялізм» як категорією, що позначає тип суспільного ладу, заснованого на принципах релігійної моралі та створеного релігійними людьми. «Інтелігентний віруючий теж будує соціялізм, але на основі свого, особливого, духовного світогляду», згідно з яким природа жива, розумна, логічна, кожне явище закономірне та природне. Революційну, насильницьку зміну суспільства, що виводить його з кризового стану, в який, як вважав Шаріяті, з часом занурюється будь-яка соціяльна система, він визнавав правомірною (хоча й не заперечував можливість «виправлення» суспільства мирними засобами, себто шляхом здійснення реформ). Разом з тим він заперечував клясову боротьбу. Шаріяті заявляв, що в сучасних умовах важливішу ролю у революційному русі грає не клясова боротьба, а націоналізм, що націоналізм є найбільш революційною силою сучасности. При цьому він звинувачував марксистів у нерозумінні суті націоналістичних рухів як реакції на пригнічення ззовні.
Шаріяті виділяв чотири етапи революції, які збігалися з етапами, що їх виділяли хомейністи (послідовники Рухолли Хомейні): особистісний, національний, загальномусульманський і світовий. Перший етап — моральне вдосконалення індивіда, що виховує себе як борця проти несправедливості. (Недарма за своє життєве кредо Шаріяті обрав девіз Альбера Камю: «Я протестую — значить, істную».) Другий етап передбачає боротьбу за національне визволення, за створення незалежної національної держави. Третій етап означає експорт революції за рямці однієї держави, до регіону мусульманської віри, що «тягнеться від Північної Африки до Азії і Перської затоки». Четвертий етап — боротьба за створення світової держави загальної справедливости.

## Твори
- До розуміння ісламу.
- З чого почати?
- ісламознавство.
- Людство й іслам.
- Марксизм й инші західні хиби.
- Мистецтво чекає на свого рятівника.
- Релігія і релігія.
- Роздуми над долею людства.
- Роздуми стурбованого мусульманина.
- Хадж.
- Що робити?.